# Acronicta strigosa
Acronicta strigosa là một loài bướm đêm trong họ Noctuidae.

## Hình ảnh

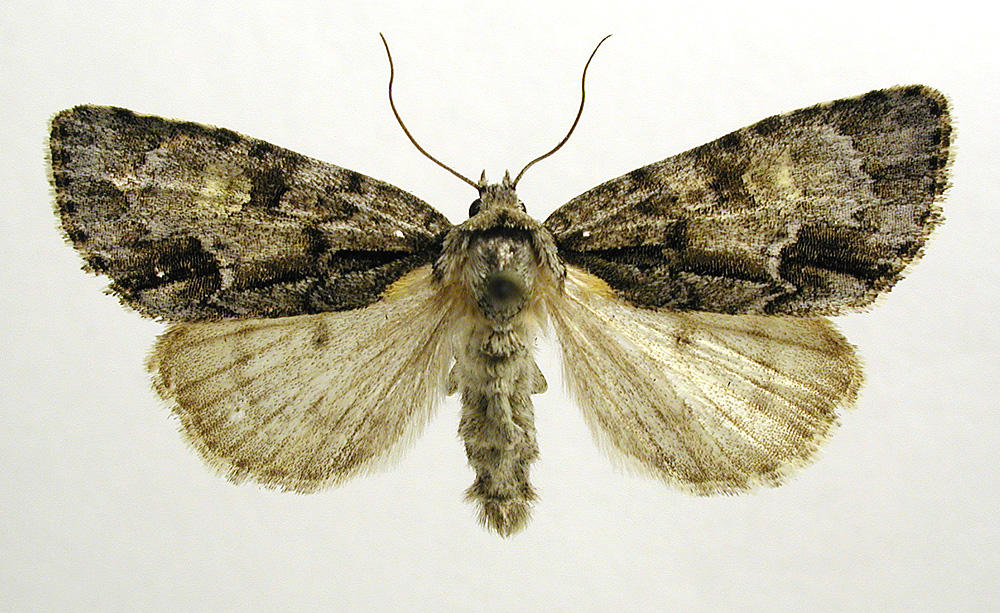
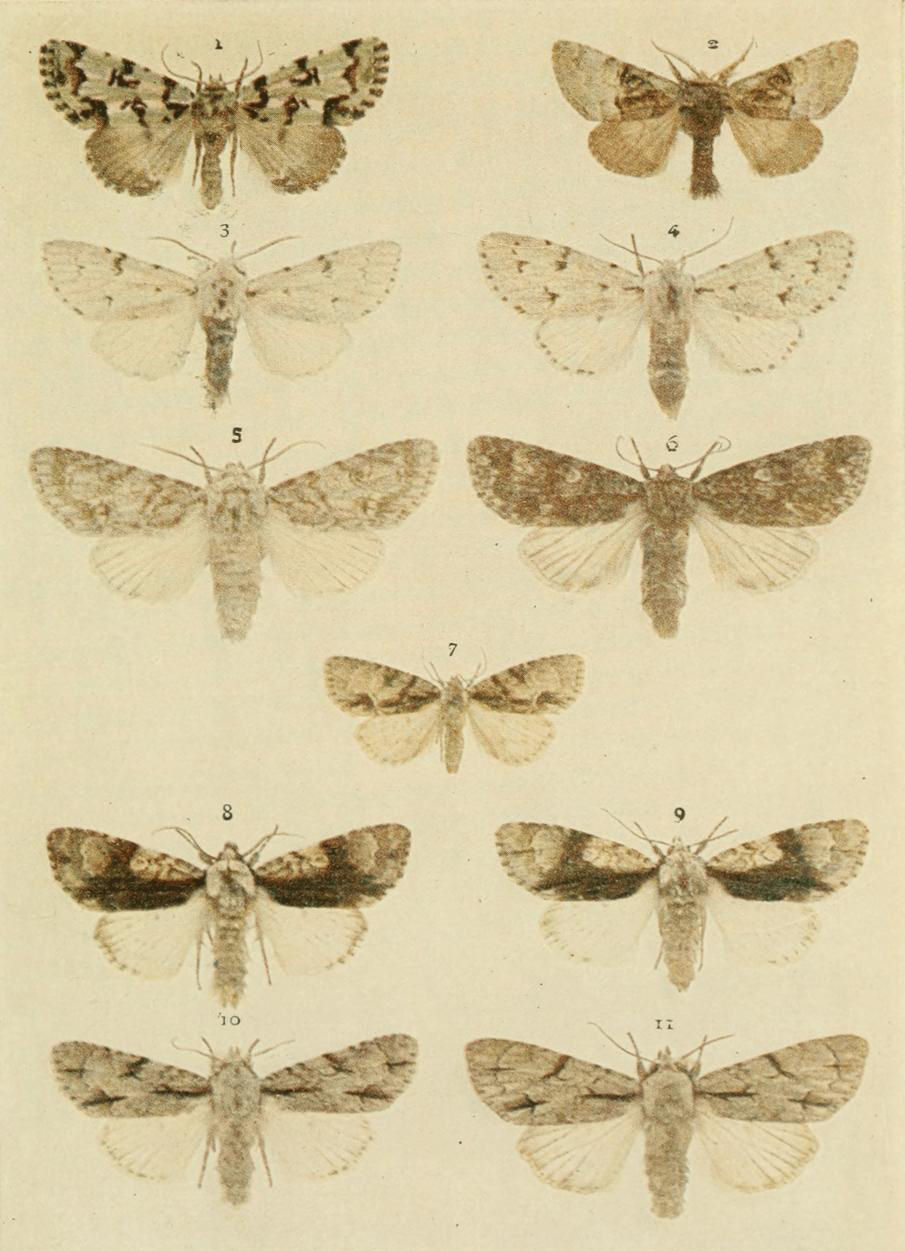